# Karaoğlan (Film)
Karaoğlan ist ein türkischer Actionfilm aus dem Jahr 2013. Der Film wurde vom Regisseur Kudret Sabancı gedreht. Der Film erschien am 11. Januar 2013 in der Türkei in den Kinos.

## Handlung
Im Jahre 1238 wollen die Mongolen Anatolien erobern. Der einzige Weg, sich gegen diesen Angriff der Mongolen zu wehren, ist, eine Union zwischen den türkischen Völkern zu gründen. Die Goldene Horde verbündet sich erst, wenn deren Khan die Türkin Çise Hatun heiratet. Die Mongolen wollen das Bündnis verhindern. Unter der Führung von Camoka soll die Armee Çise töten. Der einzige, der das verhindern kann, ist der Held Karaoğlan. Es bricht bald ein Krieg zwischen den drei rivalisierenden Heeren aus.

## Filmmusik
Der Film enthält Musik der zentralasiatischen Turkvölker, z. B. Musik von den Tuwinern, Kasachen und den Altaiern.

## Rezeption
- Lexikon des internationalen Films: „Durchaus mit Stil und soliden Schauwerten inszeniert, entwickelt der Film die schlicht-triviale Handlung als anspruchslos unterhaltendes Mittelalter-Fantasy-Spektakel.“[2]